# Charles W. Fairbanks
Charles Warren Fairbanks (Unionville Center, Ohio; 11 de mayo de 1852-Indianápolis, Indiana; 4 de junio de 1918) fue un político estadounidense miembro del Partido Republicano. Fue vicepresidente de los Estados Unidos desde 1905 hasta 1909 bajo el mandato del presidente Theodore Roosevelt. 

## Biografía
Como un gran político y abogado norteamericano, estudió en la Universidad de Delaware y en 1874 empezó a ejercer la abogacía con gran éxito. Se afilió al Partido Republicano en el cual sería uno de sus integrantes más influyentes.
La primera vez que se presentó como candidato al senado fue en 1893, pero fracasó, lo intentó otra vez 1897 año en el que salió elegido. Fue reelegido en 1903. En 1904 presentó su candidatura para vicepresidente del país, resultando elegido. Volvió a intentar acceder a la vicepresidencia en 1916, pero en esta ocasión fue derrotado.

## Obra
Publicó diferentes trabajos, entre ellos Roosevelt and the campaing of 1904.